# 戴德萊克鎮區 (明尼蘇達州奧特泰爾縣)
戴德萊克鎮區（英語：Dead Lake Township）是位於美國明尼蘇達州奧特泰爾縣的一個行政鎮區。

## 地方資料
戴德萊克鎮區的面積為91.02平方千米，當中陸地面積為63.39平方千米，而水域面積為27.63平方千米。根據2020年美國人口普查的數據，當地共有人口535人，而人口密度為每平方千米5.88人。